# Старосамбірська міська рада
Старосамбірська міська рада — орган місцевого самоврядування у Старосамбірській міській громаді, Самбірського району, Львівської області. Адміністративний центр ради — місто Старий Самбір.

## Населені пункти
Міській раді підпорядковані такі населені пункти:
Бачина, Біличі, Велика Лінина, Великосілля, Волошиново, Воля, Завадка, Кобло, Лаврів, Морозовичі, Потік, Росохи, Созань, Соснівка, Спас, Стара Ропа, Стара Сіль, Старий Самбір, Страшевичі, Стрільбичі, Сушиця, Тварі, Тершів ,Тиха ,Торгановичі, Торчиновичі.

## Склад ради
| №                        | ПІБ                  | Основні відомості                       | Дата обрання |
| ------------------------ | -------------------- | --------------------------------------- | ------------ |
| 1.                       | Трухим І.С.          | голова Старосамбірської міської громади | 25.10.2020р. |
| Народний Рух України     | Народний Рух України | Народний Рух України                    | № округу     |
| 2.                       | Горбовий С.В.        | місцевий депутат                        | 11           |
| 3.                       | Лазірко Р.Т.         | місцевий депутат                        | 5            |
| 4.                       | Лазірко І.Є          | місцевий депутат                        | 4            |
| 5.                       | Качалуп Ю.І.         | місцевий депутат                        | 3            |
| 6.                       | Зачко С.Б.           | місцевий депутат                        | 1, 2         |
| 7.                       | Левицька Г.М.        | місцевий депутат                        | 8            |
| 8.                       | Кіцяк Г.В.           | місцевий депутат                        | 6            |
| 9.                       | Піхоцький І.М.       | місцевий депутат                        | 11           |
| Європейська Солідарність |                      |                                         |              |
| 10.                      | Горбовий О.В.        | місцевий депутат                        | 11           |
| 11.                      | Марунчак М.І.        | місцевий депутат                        | 9            |
| 12.                      | Гейник В.О.          | місцевий депутат                        | 1, 2         |
| 13.                      | Лопушанський В.Я.    | місцевий депутат                        | 3            |
| 14.                      | Юрчак М.З.           | місцевий депутат                        | 11           |
| 15.                      | Москаленко М.С.      | місцевий депутат                        | 11           |
| 16.                      | Фурдичко В.І.        | місцевий депутат                        | 5            |
| 17.                      | Басараб А.Б.         | місцевий депутат                        | 4            |
| Слуга Народу             |                      |                                         |              |
| 18.                      | Корольчук В.Л.       | місцевий депутат                        | 11           |
| 19.                      | Солтис В.Є.          | місцевий депутат                        | 7            |
| 20.                      | Половчак В.Л.        | місцевий депутат                        | 5            |
| 21.                      | Ільків І.Й.          | місцевий депутат                        | 11           |
| 22.                      | Нискогуз О.В.        | місцевий депутат                        | 9            |
| 23.                      | Борецький А.Я.       | місцевий депутат                        | 11           |
| Сила і Честь             |                      |                                         |              |
| 24.                      | Жук І.В.             | місцевий депутат                        | 11           |
| 25.                      | Цегенько В.Д.        | місцевий депутат                        | 11           |
| 26.                      | Капериз Я.М.         | місцевий депутат                        | 10           |
| 27.                      | Яворський М.В.       | місцевий депутат                        | 8            |

Примітка: таблиця складена за даними джерела